# 181

## Nașteri
- dată necunoscută: Zhuge Liang  (d. 234)